# Алекс Йоонг
Александър Чарлз Йоонг Лоонг (на английски: Alexander Charles Yoong Loong) е пилот от Формула 1. Роден на 20 юли 1976 година в Куала Лампур, Малайзия.

## Формула 1
Алекс Йоонг прави своя дебют във Формула 1 в Голямата награда на Италия през 2001 година. В световния шампионат записва 18 състезания с отбора на Минарди, но не успява да спечели точки.